# Kwesi Ahoomey-Zunu

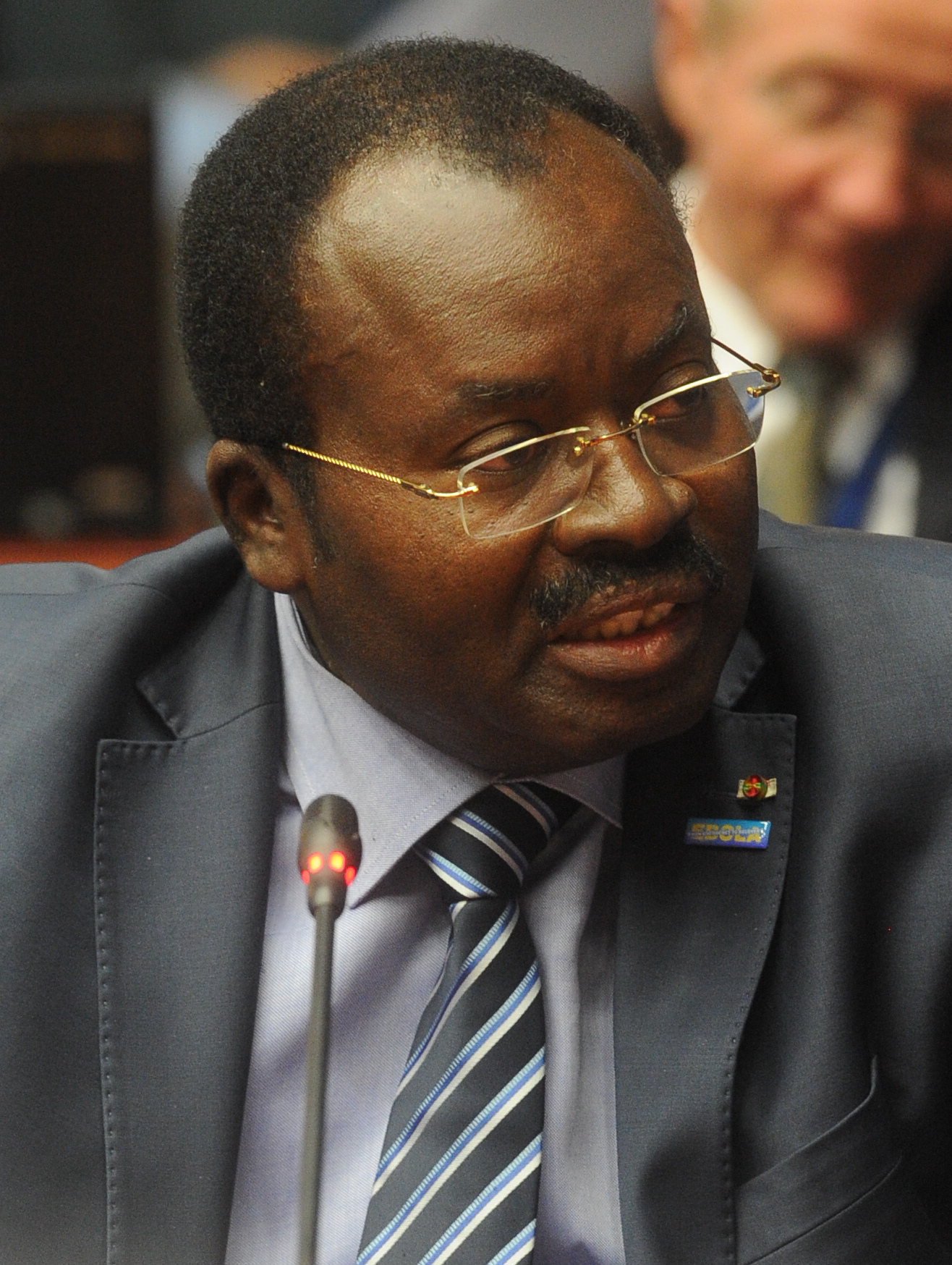
Kwesi Ahoomey-Zunu, 2015

Arthème Kwesi Séléagodji Ahoomey-Zunu (* 1. Dezember 1958 in Lomé) ist ein togoischer Politiker. Von 2012 bis 2015 war er Premierminister von Togo.
Ahoomey-Zunu besuchte das Gymnasium in Tokoin, einem Stadtteil vom Lomé. Er hat einen Magister in Recht der internationalen Beziehungen (Droit des Relations internationales) und Diplome in öffentlichem Recht und Raumordnung.
Er ist Mitglied der von Edem Kodjo gegründeten Convergence Patriotique Panafricaine (CPP). Von 1988 bis 1994 war er Sekretär der nationalen Menschenrechtskommission (CNDH). In den Jahren 1994 bis 1999 gehörte Ahoomey-Zunu der Nationalversammlung an, von 1993 bis 2005 war er Mitglied der unabhängigen Nationalen Wahlkommission, 2000–2002 deren Präsident. Ahoomey-Zuno war von September 2006 bis Dezember 2007 im Kabinett von Yawovi Agboyibo Minister für Territorialverwaltung, von März 2011 bis Juli 2012 war er Minister für Handel und Förderung des privaten Sektors. Von Januar 2008 bis Juli 2012 war er Generalsekretär des Präsidenten.
Am 11. Juli 2012 erklärte Premierminister Gilbert Houngbo nach Protesten gegen die von seiner Regierung geplante Änderung des Wahlrechts seinen Rücktritt. Ahoomey-Zunu wurde von Präsident Faure Gnassingbé am 19. Juli zum neuen Premierminister ernannt und trat sein Amt am 23. Juli an. Am 31. Juli stellte er sein 31 Personen umfassendes Kabinett vor.
Nach der Wiederwahl von Präsident Faure Gnassingbé im April 2015 ernannte dieser Komi Sélom Klassou am 5. Juni 2015 zu Ahoomey-Zunus Nachfolger. Klassou trat das Amt des Premierministers am 10. Juni 2015 an.